# Jamal Bakhshpour

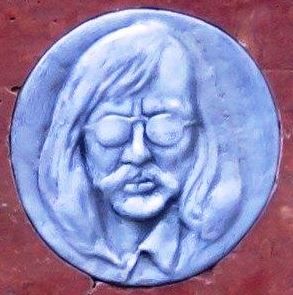
Detail des Grabsteins

Jamal Bakhshpour (persisch جمال بخش‌‌پور) (* 15. September 1944 in Täbris, Iran; † 21. Juni 2015 in Köln) war ein iranischer Maler.

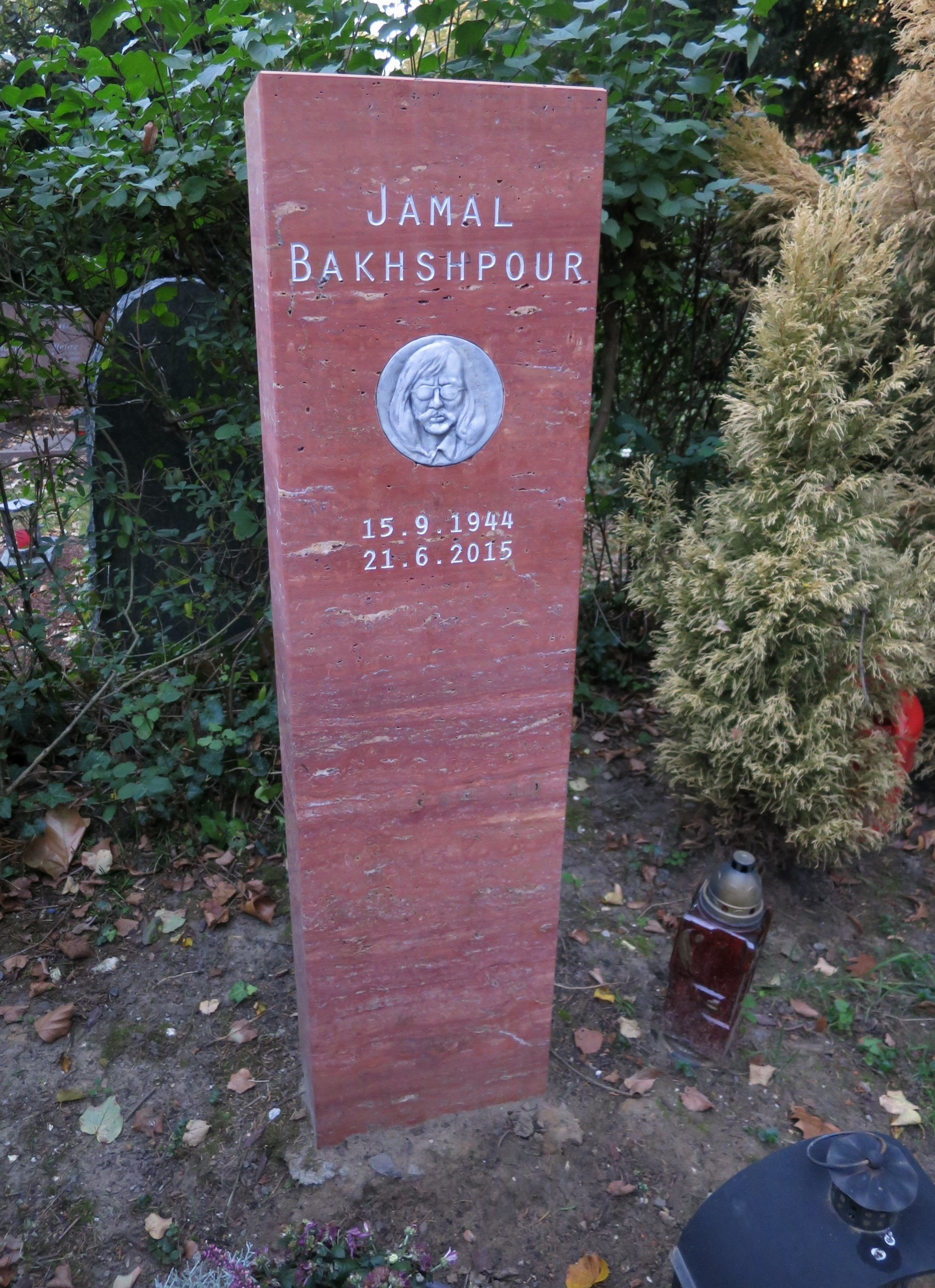
Grabstätte

## Leben
Bakhshpour studierte bei Mohsen Vaziri-Moghaddam, einem Vertreter der modernen iranischen Abstraktion, an der Kunsthochschule, der heutigen Universität der Künste, in Teheran und machte dort 1967 an der Fakultät für Dekorative Künste seinen Abschluss. 1971 wurde er im Rahmen einer Gruppenausstellung im Teheraner Kunstmuseum zum Herausragenden Maler des Jahres gewählt. Seit 1984 lebte und arbeitete er in Deutschland.
Der Maler und Kunstkritiker Aydin Aghdashloo schrieb 2001: „Jamal Bakhshpour ist einer der alten und angesehenen zeitgenössischen iranischen Künstler. Er hat zum größeren Teil der letzten drei Jahrzehnte in Deutschland gelebt und gearbeitet. Als er begann, in den 60er Jahren zu malen, war es ein Vergnügen, die technischen Fähigkeiten und das meisterhafte Können zu beobachten, mit dem er die gleichmäßige Schraffur über seine gesamte Arbeit verteilt, und es war offensichtlich, dass er ein Maler mit reicher Vorstellungskraft ist.“
Bakhshpour starb 2015 im Alter von 70 Jahren an einem Krebsleiden. Er wurde auf dem Kölner Melaten-Friedhof (Flur 18 (C)) beigesetzt.

## Ausstellungen (Auswahl)

### Einzel
- 1970 Ghandriz Gallery, Teheran, Iran
- 1973 Seyhoun Gallery, Teheran, Iran
- 1974 Meka Galerie, Köln
- 1977 Sheikh Gallery, Teheran, Iran
- 1984 Khaneh-e-Sabz Gallery, Teheran, Iran
- 1985 D’scho Galerie, Bochum
- 1985 Id Galerie, Dusseldorf
- 1985 Flora Weggis Galerie, Luzern, Schweiz
- 1986 Bildzentrum Galerie, Köln
- 1986 Press Club, Bonn
- 1989 Sheikh Gallery, Teheran, Iran
- 1994 Interior Designer’s Gallery, Teheran, Iran
- 1994 Stollwerk, Köln
- 1995 Naghsh-e-Jahan Gallery, Teheran, Iran
- 1999 Interior Designer’s Gallery, Teheran, Iran
- 2000 Banhoff Galerie, Weidenberg
- 2000 db III Galerie, Köln
- 2002 Blauhaus Galerie, Köln
- 2005 Assar Art Gallery, Teheran, Iran
- 2010 Sin Gallery, Teheran, Iran

### Gruppe
- 1971 Tehran Arts and Culture Museum
- 1973 Sulivan Gallery, Teheran, Iran
- 1973 Art section of Tehran International Fair, Teheran, Iran
- 1974 First Tehran international Art Exhibit, Teheran, Iran
- 1975 Work Ministry Hall, Teheran, Iran
- 1976 The International Art Fair ’76 Basel
- 1977 The International Art Fair ’77 Basel
- 1978 Iranian Art exhibition in China
- 2000 Daumenkino Galerie, Köln